# Луїджі Кастальдо
Луїджі Кастальдо (італ. Luigi Castaldo, нар. 2 травня 1982, Джульяно-ін-Кампанія) — італійський футболіст, нападник клубу «Авелліно».

## Ігрова кар'єра
У дорослому футболі дебютував 2000 року виступами за команду «Путеолана», в якій провів пывтора сезони, взявши участь лише у 10 матчах чемпіонату.
З січня 2001 року виступав у Серії В за «Анкону», проте в команді не закріпився і влітку 2002 року повернувся в «Путеолану».
Своєю грою за останню команду привернув увагу представників тренерського штабу клубу «Юве Стабія», до складу якого приєднався 2003 року. Відіграв за команду з Кастелламмаре-ді-Стабія наступні чотири сезони своєї ігрової кар'єри, вийшовши з командою з Серії С2 в Серію С1. Більшість часу, проведеного у складі «Юве Стабії», був основним гравцем атакувальної ланки команди.
2007 року уклав контракт з «Беневенто», у складі якого провів наступні три роки своєї кар'єри гравця. Граючи у складі «Беневенто» також здебільшого виходив на поле в основному складі команди.
Протягом 2010—2012 років захищав кольори команди клубу «Ночеріна».
До складу клубу «Авелліно» приєднався 2012 року. Відтоді встиг відіграти за команду з Авелліно 157 матчів в національному чемпіонаті.

## Статистика виступів

### Статистика клубних виступів
| Сезон                  | Команда                | Чемпіонат              | Чемпіонат | Чемпіонат | Національний кубок | Національний кубок | Національний кубок | Континентальні кубки | Континентальні кубки | Континентальні кубки | Інші змагання | Інші змагання | Інші змагання | Усього | Усього |
| Сезон                  | Команда                | Ліга                   | Ігор      | Голів     | Ліга               | Ігор               | Голів              | Ліга                 | Ігор                 | Голів                | Ліга          | Ігор          | Голів         | Ігор   | Голів  |
| ---------------------- | ---------------------- | ---------------------- | --------- | --------- | ------------------ | ------------------ | ------------------ | -------------------- | -------------------- | -------------------- | ------------- | ------------- | ------------- | ------ | ------ |
| 1999–00                | «Путеолана»            | D                      | 0         | 0         | КІ-D               | ?                  | ?                  | -                    | -                    | -                    | -             | -             | -             | 0+     | 0+     |
| 2000–01                | «Путеолана»            | C2                     | 10        | 1         | КІ-C               | ?                  | ?                  | -                    | -                    | -                    | -             | -             | -             | 10+    | 1+     |
| 2000–01                | «Анкона»               | B                      | 2         | 0         | КІ                 | ?                  | ?                  | -                    | -                    | -                    | -             | -             | -             | 2+     | 0+     |
| 2000–01                | «Анкона»               | B                      | 0         | 0         | КІ                 | ?                  | ?                  | -                    | -                    | -                    | -             | -             | -             | 0+     | 0+     |
| Усього за «Анкону»     | Усього за «Анкону»     | Усього за «Анкону»     | 2         | 0         |                    | ?                  | ?                  |                      | -                    | -                    |               | -             | -             | 2+     | 0+     |
| 2002–03                | «Путеолана»            | C2                     | 29        | 2         | КІ+КІ-C            | ?                  | ?                  | -                    | -                    | -                    | -             | -             | -             | 29+    | 2+     |
| Усього за «Путеолану»  | Усього за «Путеолану»  | Усього за «Путеолану»  | 39        | 3         |                    | ?                  | ?                  |                      | -                    | -                    |               | -             | -             | 39+    | 3+     |
| 2004–05                | «Юве Стабія»           | C2                     | 26        | 12        | КІ-C               | ?                  | ?                  | -                    | -                    | -                    | -             | -             | -             | 26+    | 12+    |
| 2005–06                | «Юве Стабія»           | C1                     | 32+2      | 11+0      | КІ                 | 1                  | 1                  | -                    | -                    | -                    | -             | -             | -             | 32     | 7      |
| 2006–07                | «Юве Стабія»           | C1                     | 29+2      | 8+1       | КІ+КІ-ЛП           | ?                  | ?                  | -                    | -                    | -                    | -             | -             | -             | 31+    | 9+     |
| 2007–08                | «Юве Стабія»           | C1                     | 25        | 5         | КІ+КІ-ЛП           | ?                  | ?                  | -                    | -                    | -                    | -             | -             | -             | 25+    | 5+     |
| Усього за «Юве Стабія» | Усього за «Юве Стабія» | Усього за «Юве Стабія» | 112+4     | 36+1      |                    | 1+                 | 1+                 |                      | -                    | -                    |               | -             | -             | 117    | 38     |
| 2007–08                | «Беневенто»            | C1                     | 19        | 8         | КІ-C               | ?                  | ?                  | -                    | -                    | -                    | СЛC2          | -             | -             | 19     | 8      |
| 2008–09                | «Беневенто»            | 1D                     | ?4        | 8         | КІ+КІ-ЛП           | 3+0                | 0                  | -                    | -                    | -                    | -             | -             | -             | 35     | 8      |
| 2009–10                | «Беневенто»            | 1D                     | 29+2      | 7         | КІ+КІ-ЛП           | 2+1                | 0                  | -                    | -                    | -                    | -             | -             | -             | 32     | 7      |
| Усього за «Беневенто»  | Усього за «Беневенто»  | Усього за «Беневенто»  | 76+6      | 23        |                    | 6                  | 0                  |                      | -                    | -                    |               | -             | -             | 88     | 23     |
| 2010–11                | «Ночеріна»             | 1D                     | 31        | 10        | КІ-ЛП              | 5                  | 4                  | -                    | -                    | -                    | СЛПД          | 2             | 1             | 38     | 15     |
| 2011–12                | «Ночеріна»             | B                      | 42        | 10        | КІ                 | 2                  | 3                  | -                    | -                    | -                    | -             | -             | -             | 44     | 13     |
| Усього за «Ночеріну»   | Усього за «Ночеріну»   | Усього за «Ночеріну»   | 73        | 20        |                    | 7                  | 7                  |                      | -                    | -                    |               | 2             | 1             | 82     | 28     |
| 2012–13]]              | «Авелліно»             | 1D                     | 28        | 14        | КІ+КІ-ЛП           | 2+0                | 1                  | -                    | -                    | -                    | СЛПД          | 2             | 1             | 32     | 16     |
| 2013–14                | «Авелліно»             | B                      | 39        | 11        | КІ                 | 3                  | 2                  | -                    | -                    | -                    | -             | -             | -             | 42     | 13     |
| 2014–15                | «Авелліно»             | B                      | 40+1      | 16        | КІ                 | 2                  | 0                  | -                    | -                    | -                    | -             | -             | -             | 43     | 16     |
| 2015–16                | «Авелліно»             | B                      | 19        | 7         | КІ                 | 0                  | 0                  | -                    | -                    | -                    | -             | -             | -             | 19     | 7      |
| 2016–17                | «Авелліно»             | B                      | 29        | 4         | КІ                 | 1                  | 0                  | -                    | -                    | -                    | -             | -             | -             | 13     | 2      |
| Усього за «Авелліно»   | Усього за «Авелліно»   | Усього за «Авелліно»   | 157+1     | 52        |                    | 8                  | 3                  |                      | -                    | -                    |               | 2             | 1             | 168    | 56     |
| Усього за кар'єру      | Усього за кар'єру      | Усього за кар'єру      | 470       | 135       |                    | 22                 | 11                 |                      | -                    | -                    |               | 4             | 2             | 496    | 148    |